# Isis de Melo Nascimento
Isis de Melo Nascimento (8 luglio 1983) è un'ex cestista brasiliana.

## Carriera
Con il Brasile ha disputato due edizioni dei Campionati americani (2005, 2007) e i Giochi panamericani di Rio de Janeiro 2007.